# Tomáš Košický
Tomáš Košický (Bratislava, Eslovaquia, 11 de marzo de 1986) es un futbolista eslovaco. Juega de guardameta  en el M. F. K. Vitkovice de la Liga de Fútbol Moravia-Silesia.

## Carrera

### Inter Bratislava
Tomáš comenzó su carrera futbolística en el año 1997 en las divisiones inferiores del FK Inter Bratislava de Eslovaquia; al llegar a la primera división en 2005 y tras tres años de destacadas actuaciones, fue trasferido al Calcio Catania en 2008.

### Calcio Catania
Fue adquirido de Inter Bratislava, durante el mercado de verano 2008-2009 de transferencia. En su primera temporada con el club, Kosicky fue el tercer portero, por detrás de Albano Bizzarri y Ciro Polito. Sin embargo, durante el mercado de pases en enero de 2009, Catania prestó Ciro Polito al Grosseto, y a cambio fue traído, también en calidad de préstamo Paolo Acerbis. Kosicky originalmente quedó como tercera opción, pero finalmente fue utilizado como el portero de segunda elección.
En abril de 2009 se confirmó que la primera opción al portero, Albano Bizzarri no renovaría su contrato con el Catania, con lo que el entrenador Walter Zenga optó por utilizar a Kosicky como el guardián de partida para que el eslovaco pueda adquirir experiencia. Incluso Kosicky sirvió como capitán de Catania el 16 de mayo de 2009 frente a la Roma. Kosicky comenzó la nueva temporada como arquero suplente de nuevo, tras la transferencia de internacional argentino, Mariano Andújar, así como el veterano Andrea Campagnolo. Kosicky hizo en 2009-2010 su debut en la Serie A. Debutó en marzo de 2010 en un partido fuera de casa, frente al Chievo Verona, el partido terminó 1-1. El partido resultó ser su única aparición de la temporada 2009-2010, y el eslovaco no hace acto de presencia durante el 2010-2011 en la Serie A de esa temporada.

## Clubes
| Club                     | País            | Año       |
| ------------------------ | --------------- | --------- |
| F. K. Inter Bratislava   | Eslovaquia      | 2005-2008 |
| Calcio Catania           | Italia          | 2008-2012 |
| Novara Calcio            | Italia          | 2012-2014 |
| Asteras Trípoli F. C.    | Grecia          | 2014-2017 |
| Hapoel Ra'anana A. F. C. | Israel          | 2017-2018 |
| Debreceni V. S. C.       | Hungría         | 2018-2022 |
| M. F. K. Vitkovice       | República Checa | 2023-     |